# Uranius Antoninus
Uranius (Lucius Iulius Aurelius Sulpicius Uranius Antoninus, zm. po 254) – dziedziczny kapłan Afrodyty i El Gabala w Emesie w Syrii. W 253 r. odparł najazd Persów na Emesę i ogłosił się cesarzem. Po zwycięstwie Waleriana nad Emilianem w tym samym roku zawarł ugodę z Walerianem i zrzekł się pretensji do tytułu cesarskiego. Jego dalsze losy są nieznane, aczkolwiek przypuszcza się, że po przybyciu Waleriana do Syrii w 254 r. mógł zostać zamordowany.